# Sainte-Geneviève (Oise)
Sainte-Geneviève es una comuna francesa situada en el departamento de Oise, en la región de Alta Francia.

## Demografía
| 1228 | 1289 | 1696 | 2011 | 2422 | 2577 | 3301 |
| Para los censos de 1962 a 1999 la población legal corresponde a la población sin duplicidades (Fuente: INSEE [Consultar]) |      |      |      |      |      |      |